# Metin Depe
Metin Depe (* 10. Januar 1981 in Samsun) ist ein ehemaliger türkischer Fußballspieler.

## Karriere
Metin Depe begann mit dem Vereinsfußball in der Jugend des damaligen Viertligisten Kestelspor. 1998 ermöglichte man ihm auch mit dem Profi-Team mitzutrainieren. So kam er auch zu zwei Einsätzen in der TFF 3. Lig. 1999 wechselte er als Amateurfußballer zum Ligakonkurrenten İnegölspor und machte hier in seiner ersten Saison sieben Ligapartien. Zur Saison 2000/01 erhielt er ein Profivertrag und wurde endgültig ein fester Bestandteil seines Teams. Bereits drei Monate nach seiner Vertragsunterzeichnung wechselte er innerhalb der Liga zu Bursa Merinosspor. Bei seinem neuen Verein spielte er drei Spielzeiten lang. Zur Spielzeit 2003/04 verließ er Bursa Merinosspor in Richtung des Süper-Lig-Vereins Bursaspor. Bei Bursaspor blieb er überwiegend Reservespieler und kam lediglich in zwei Ligapartien zum Einsatz.
Nach einer Saison verließ er Bursaspor und heuerte für die anstehende Spielzeit beim Zweitligisten Altay İzmir an. Hier erhielt er auf Anhieb einen Platz in der Stammformation und spielte durchgängig zweieinhalb Jahre.
Anschließend verließ er Altay und ging zum Ligakonkurrenten Istanbul Büyükşehir Belediyespor. Mit diesem Verein feierte er zum Saisonende die Vizemeisterschaft der TFF 1. Lig und damit den direkten Aufstieg in die Süper Lig. Nach dem Abstieg mit Istanbul BB wechselte Depe zur Saison 2013/14 zu Boluspor. Bereits zur Winterpause verließ er diesen Verein nach gegenseitigem Einvernehmen.
In der ersten Saisonhälfte 2014/15 absolvierte er noch sechs Ligaspiele für Göztepe İzmir. Dann schloss er sich kurz dem Amateurverein Fethiye İdman Yurdu an und beendete schließlich 2016 seine Spielerkarriere.